# 홍혜걸의 닥터 콘서트
《홍혜걸의 닥터 콘서트》은 대한민국의 TV조선의 프로그램이다. 의사들과 의학전문기자들이 나와서 의학 관련 주제로 토크쇼를 벌이는 프로그램이다.

## 방송 시간
- 2012년 10월 23일 ~ 2014년 3월 11일: 매주 화요일 밤 8시 40분